# Gerstleyite
La gerstleyite è un minerale.